# Tetrafluoruro di stagno
Il tetrafluoruro di stagno o fluoruro di stagno(IV) è il  composto inorganico  con formula SnF4, dove lo stagno è nello stato di ossidazione +4. In condizioni normali è un solido bianco fortemente igroscopico. In acqua reagisce vigorosamente liberando acido fluoridrico.

## Struttura
La struttura cristallina di SnF4 consta di strati planari di ottaedri SnF6 che condividono i quattro atomi di fluoro nel piano (vedi figura), con distanze Sn-F di 202 pm. I due atomi di fluoro in posizione trans al di fuori del piano hanno distanze Sn-F di 188 pm. Allo stato vapore SnF4 è invece formato da singole molecole tetraedriche SnF4.

## Sintesi
SnF4 fu sintetizzato per la prima volta nel 1904 da Otto Ruff. Il composto si prepara trattando SnCl4 con HF anidro:
{\displaystyle {\ce {SnCl4 + 4HF <=> SnF4 + 4HCl}}}